# اودسون ادوار
اودسون ادوارد (فرانسوی: Odsonne Édouard‎؛ زادهٔ ۱۶ ژانویهٔ ۱۹۹۸) بازیکن فوتبال اهل فرانسه است که به عنوان مهاجم در سلتیک بازی می‌کند.